# 58682 Alenašolcová
58682 Alenašolcová è un asteroide della fascia principale. Scoperto nel 1998, presenta un'orbita caratterizzata da un semiasse maggiore pari a 2,6580611 au e da un'eccentricità di 0,1607978, inclinata di 2,00674° rispetto all'eclittica.
L'asteroide è dedicato alla matematica ceca Alena Šolcová.